# Calci perchlorat
Calci perchlorat là một hợp chất hóa học vô cơ có thành phần chính gồm ba nguyên tố: calci, chlor và oxy, được phân loại vào nhóm hợp chất muối perchlorat kim loại với công thức hóa học được quy định là Ca(ClO4)2. Hợp chất này là một hợp chất vô cơ tồn tại dưới dạng tinh thể màu vàng-trắng. Calci perchlorat là một chất oxy hóa mạnh, nó phản ứng với các tác nhân khử khi nung nóng để tạo ra nhiệt và các sản phẩm có thể là khí (sẽ gây ra áp suất trong các thùng kín). Calci perchlorat được phân loại vào nhóm hợp chất có phản ứng nổ. Ca(ClO4)2 là một hóa chất phổ biến trên bề mặt của sao Hỏa, chiếm gần 1% lượng bụi của sao Hỏa tính theo trọng lượng.

## Sản xuất
Muối perchlorat là sản phẩm của một base và acid perchloric. Calci perchlorat có thể được điều chế thông qua sự nung nóng của một hỗn hợp calci cacbonat và amoni perchlorat. Amoni cacbonat hình thành trong trạng thái khí, để lại một chất rắn calci perchlorat.

## Phản ứng

### Nước
Là một hợp chất rất hút ẩm, calci perchlorat thường thấy tồn tại ở dạng ngậm bốn phân tử nước, được gọi là calci perchlorat tetrahydrat (Ca(ClO4)2•4H2O).